# Marvikarna (naturreservat)
Marvikarna är ett naturreservat i Gnesta kommun i Södermanlands län. 
Området är naturskyddat sedan 1974 och är 58 hektar stort. Reservatet består av två delar som ligger öster om sjöarna Övre Marviken och Mellan-Marviken och består av delar av sjöarna och naturskog.
Väster om sjöarna ligger naturreservatet Krampan och de två benämns ofta gemensamt som  Marvikarna-Krampan.